# Jacob Erker
Jacob Erker (né le 18 décembre 1975 à Calgary, dans la province de l'Alberta, au Canada) est un coureur cycliste canadien, professionnel de 2002 à 2009.

## Palmarès
- 1999
  - Bikes on Broadway :
    - Classement général
    - 1re étape
- 2000
  - 4e étape du Tour de Hokkaido
  - 2e étape de la Tucson Bicycle Classic
- 2005
  - 2 étapes du Tour de Bowness
  - 3e du Tour de Murrieta
- 2006
  - 2e étape du Conquer the Canyons SR
  - 3e étape du Tour du Salvador (contre-la-montre par équipes)
  - 3e du Tour de White Rock
- 2008
  - 3e du championnat du Canada sur route

## Classements mondiaux
| Année            | 2005 | 2006 | 2007 | 2008 | 2009 |
| ---------------- | ---- | ---- | ---- | ---- | ---- |
| UCI America Tour | 137e | 286e | 194e | 79e  |      |
| UCI Asia Tour    |      | 128e |      |      | 127e |